# 祐徳自動車

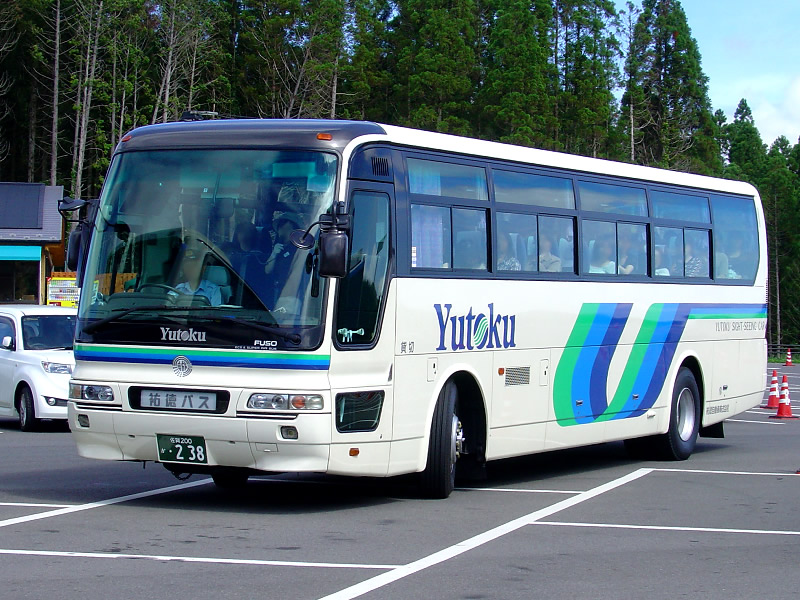
貸切バス（CI新塗装）

祐徳自動車株式会社（ゆうとくじどうしゃ、英文社名：Yutoku Jidousha Co.,Ltd. ）は、佐賀県鹿島市に本社を置くバス・タクシー事業者である。通称「祐徳バス」。
当地を走っていた軽便鉄道「祐徳軌道」廃止後に、同社のバス事業を引き継いだ企業である。JR九州肥前鹿島駅前の本社ビルには、鹿島バスセンターを併設する。

## 概要
現在の武雄市から鹿島市の祐徳稲荷神社を結んでいた祐徳軌道の廃止・会社解散に伴い、同社のバス部門の後身として、1932年（昭和7年）12月11日付で、祐徳軌道の2代目社長・愛野文次郎の息子である愛野時一郎を初代社長として設立された。
創業家の愛野一族が歴代の社長・副社長・会長職を務める同族経営企業である。またグループ会社の要職も愛野一族によって占められている（愛野興一郎#家族・親族も参照）。
佐賀県南西部で乗合バス事業を行うほか、佐賀県・福岡県内で貸切バス事業を、福岡市にある福岡事業所ではタクシー事業を行う。また、九州急行バスに出資している。高速バスはかつては自社運行であったが、2021年からはWILLER EXPRESSブランドでの運行を開始した。
祐徳グループの中核企業であり、交通事業や流通業等を多角的に行っている。佐賀県・長崎県では大手のホームセンター「ホームセンターユートク」の経営も手掛けるなど、様々な事業を行っている。祐徳グループは、佐賀県唐津市の昭和自動車（昭和バス）の昭和グループと並び、同県を代表する企業グループである。

## 沿革
- 1931年（昭和6年）12月10日：祐徳軌道株式会社が解散[1]。
- 1932年（昭和7年）12月11日：祐徳自動車株式会社を設立、祐徳軌道のバス事業を承継[1]。初代社長に愛野時一郎が就任[1]。
- 1932年（昭和10年）5月：祐徳門前[注釈 1] - 佐賀市間を運行開始[1]。
- 1939年（昭和14年）3月：嬉野 - 祐徳門前間を運行開始[1]。
- 1946年（昭和21年）8月：祐徳自動車従業員組合を結成[1]。
- 1949年（昭和24年）10月：佐賀 - 久留米間を運行開始[1]。
- 1950年（昭和25年）9月：福岡線・日田線・佐世保線の事業運輸協定の認可を受ける[1]。
- 1951年（昭和26年）
  - 3月：一般貸切旅客自動車運送事業免許を取得、貸切バス事業に参入[1]。
  - 5月：一般乗用旅客自動車運送事業免許を取得、タクシー事業に参入し福岡タクシー部が営業開始[1]。
- 1952年（昭和27年）12月：初代社長・愛野時一郎が死去（翌1953年1月、副社長の福岡敦次郎が2代目社長に就任）[1]。
- 1955年（昭和30年）：祐徳稲荷神社外苑に「子供遊園地」を開設[1]。
- 1957年（昭和32年）1月：祐徳門前出張所[注釈 2]を新築して開業[1]。
- 1961年（昭和36年）
  - 1月：祐徳自動車労働組合を結成[1]。
  - 12月：嬉野営業所を新築して開業[1]。
- 1967年（昭和42年）10月：一般路線バスでワンマン運転を開始[1]。
- 1968年（昭和43年）
  - 5月：佐賀営業所を新築して開業[1]。
  - 6月：鹿島駅前バスターミナルビルを新築して開業、1階に鹿島バスセンターを設置開業[1]。
  - 6月：鹿島営業所を新築して開業[1]。
- 1969年（昭和44年）1月：2代目社長・福岡敦次郎が死去、初代社長・愛野時一郎の長男である愛野興一郎が社長に就任[1]。
- 1970年（昭和45年）1月：武雄営業所を新築、武雄駅前から下西山へ移転して開業[1]。
- 1971年（昭和46年）12月：福岡県久留米市にボウリング場「スワノボウル」を開業[1]。
- 1971年（昭和47年）4月：ミサワホーム住宅事業部を開設、不動産業に参入[1]。
- 1974年（昭和49年）1月	鹿島駅前に本社ビルを新築して移転[1]。
- 1977年（昭和52年）9月：ホームセンターユートク事業部を開設、ホームセンター事業に参入[1]。1号店として佐賀店を開業[1]。
- 1984年（昭和59年）10月：一般路線バス「須古線」ほか10路線を廃止[1]、祐徳観光バス株式会社へ路線譲渡[1]。
- 1985年（昭和60年）10月：福岡線および九州横断・九州自動車道経由路線の運行免許を取得[1]。
- 1988年（昭和63年）8月：祐徳 - 福岡空港 - 博多間の高速バスを運行開始[1]（西日本鉄道と共同運行[1]）。
- 1989年（平成元年）1月：3代目社長・愛野興一郎が社長辞任（同年6月に代表取締役会長に就任）、4代目社長に愛野克明が就任[1]。
- 1990年（平成2年）4月：嬉野 - 熊本交通センター間の高速バスを運行開始[1]。
- 1991年（平成3年）8月：CI導入[1]、サブコーポレート・マーク「Yutoku」および貸切車の新カラーリングを採用[1]。
- 1992年（平成4年）
  - 9月：貸切バスの営業区域を佐賀県・福岡県の全県に拡大[1]。
  - 11月：鹿島整備工場を新築[1]。
- 1994年（平成6年）12月：佐賀営業所を新築[1]。
- 1996年（平成8年）
  - 2月：武雄営業所および嬉野営業所を鹿島営業所へ統合し「西部営業所」と改称[1]。
  - 3月：バス事業本部を佐賀へ移転[1]。
- 1998年（平成10年）
  - 3月：3代目社長の愛野興一郎が死去[1]。
  - 10月：祐徳タクシー（福岡事業部）が福交無線グループ（福交運輸事業協同組合、福交タクシー[3]）へ加盟[1]。
- 2000年（平成12年）
  - 6月：コインパーク「パーキング愛敬」事業を開始[1]。
  - 9月：一般路線バス「小田線」他7路線を廃止、新規設立した祐徳交通株式会社へ路線譲渡[1]。
- 2001年（平成13年）6月：4代目社長の愛野克明が辞任（代表取締役会長に就任）、5代目社長に愛野時興（3代目社長・愛野興一郎の長男）が就任[1]。
- 2002年（平成14年）6月：カーコンビニ倶楽部のフランチャイジーとして、福岡事業部（タクシー事業部）に「カーコンビニ倶楽部ゆうとく」を開業[1]。
- 2006年（平成18年）4月：祐徳自動車の乗合バス全事業を祐徳バス株式会社[注釈 3]へ移管[1]。祐徳自動車株式会社は貸切バス専業事業者となる[1]。祐徳交通は祐徳バスへ吸収合併、祐徳観光バスは祐徳自動車へ吸収合併。
- 2011年（平成23年）6月：5代目社長の愛野時興が祐徳グループ会長に就任[1]。
- 2013年（平成25年）3月：久留米営業所を福岡営業所へ統合し、福岡営業所を新築[1]。
- 2019年（平成31年）
  - 3月1日 - 路線バスにnimocaを導入[4]。全国相互利用可能な他のICカードも利用可能となる。
  - 4月：祐徳自動車が分離子会社の祐徳バス株式会社を吸収合併。これに伴い、祐徳自動車が乗合バス事業を再開[1]。
- 2021年（令和3年）
  - 9月15日 - 本社ビルおよび併設する鹿島バスセンターを老朽化のため解体し、本社ビルを新築する方針を発表。2023年度末までに解体工事に着手する予定[5]。
  - 12月：WILLER EXPRESSブランドでの高速バスとして、佐賀・福岡 - 大阪線を運行開始[1]。
- 2022年（令和4年）
  - 11月16日：鹿島市の肥前鹿島駅周辺整備計画の第1弾として、新本社ビルの起工式を行う。2023年9月竣工を予定し、旧本社ビル・鹿島バスセンターの向かい側に移転新築する。旧本社ビルと鹿島バスセンターは解体し、駅周辺整備計画で公共交通ロータリーを設置するため本社ビルにはバスターミナルは併設セず、鹿島バスセンターは2023年度末までに解体工事に着手する[6]。
  - 12月11日：会社創立90周年を迎え、記念式典を佐賀市内のホテル「ガーデンテラス佐賀ホテル&マリトピア（現：ガーデンテラス佐賀ホテル&リゾート）」で開催[7]。

## 事業拠点

### 営業所
- 本社（乗合バス、貸切バス） - 佐賀県鹿島市大字高津原4078
- 西部営業所（乗合バス、貸切バス） - 佐賀県鹿島市大字高津原40-3
- 佐賀営業所（乗合バス、貸切バス） - 佐賀県佐賀市駅前中央3丁目1-6
- 福岡営業所（貸切バス）福岡県糟屋郡粕屋町大字仲原2522-1
- 福岡事業所（タクシー） - 福岡県福岡市東区原田4丁目24-51
- 東京営業所 - 東京都千代田区鍛冶町2丁目9-18 三栄ビル4F
- 大阪営業所 - 大阪府大阪市中央区北久宝町2丁目6-1 アドーラブルビルディング2F

#### 廃止営業所
- 武雄営業所、嬉野営業所（乗合バス）
  - 1996年2月廃止、鹿島営業所へ統合の上「西部営業所」へ改称[1]。
  - 廃止後は、武雄市の下西山車庫バス停に「武雄支所」、嬉野市の湯の田バス停に「嬉野支所」として車庫が併設されている。
- 久留米営業所（貸切バス） - 福岡県久留米市諏訪野町1935-5
  - 2013年3月廃止、福岡営業所へ統合[1]。

### バスターミナル
- 嬉野温泉バスセンター - 佐賀県嬉野市嬉野町大字下宿乙2202-55
- 佐賀駅バスセンター - 佐賀県佐賀市駅前中央1丁目12-1
- 祐徳神社前待合所 - 佐賀県鹿島市古枝下古枝1566
- 博多バスターミナル - 福岡県福岡市博多区博多駅中央街2-1
  - かつて福岡市への乗り入れを行っていた際に拠点としていた福岡交通センター（現・博多バスターミナル）の運営会社である博多バスターミナル株式会社（西鉄グループ）に出資している。2022年現在、福岡市への乗り入れは「WILLER EXPRESS」ブランドで運行している便のみだが、わずかながら株式保有を継続している。

#### 廃止されたバスターミナル
- 鹿島バスセンター - 2023年本社移転とともに廃止。
- 嬉野温泉待合所 - 2008年廃止
- 武雄駅前待合所
- 福富待合所 - 2004年廃止

## 路線バス

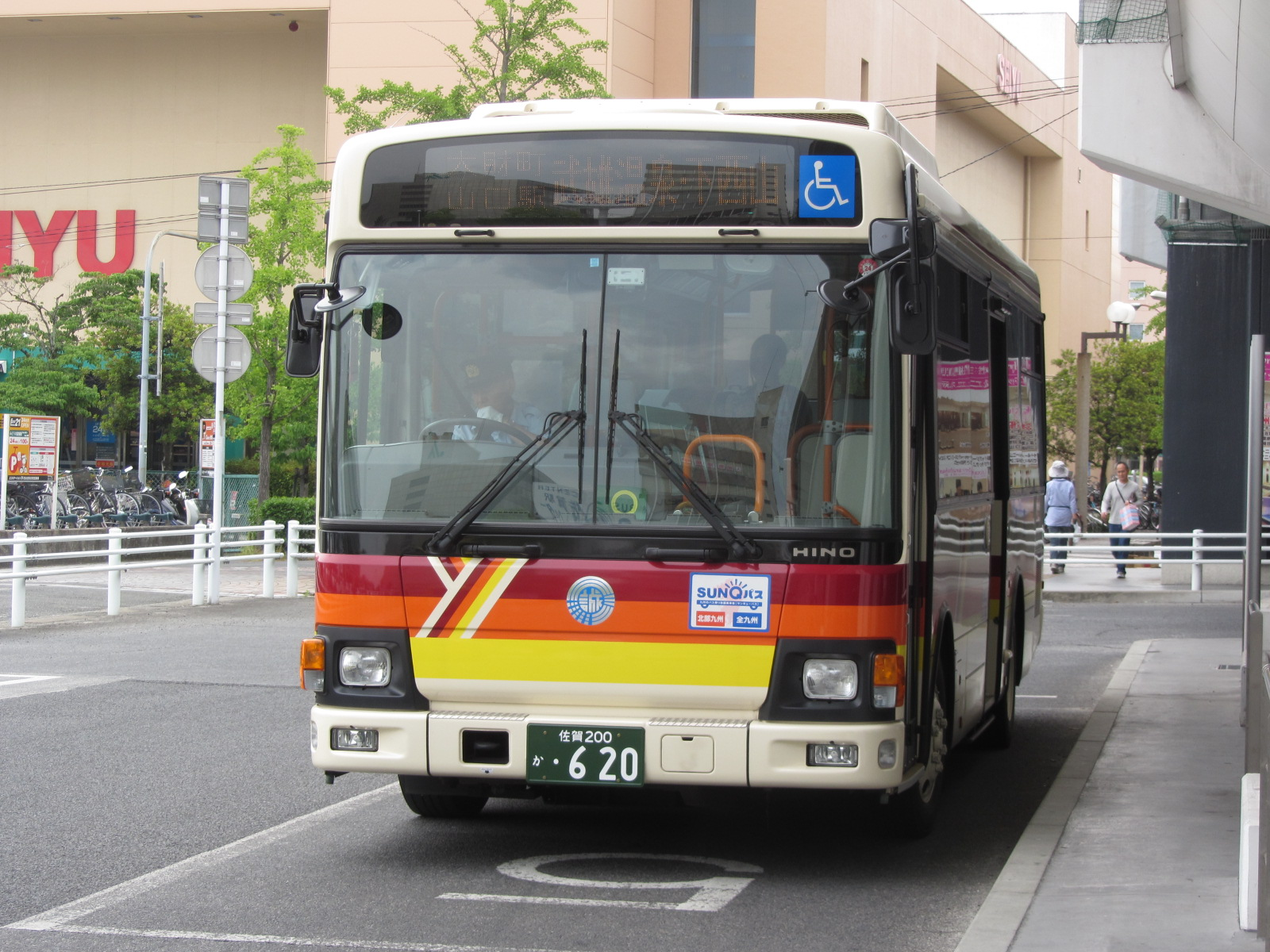
一般路線バス（新塗装）

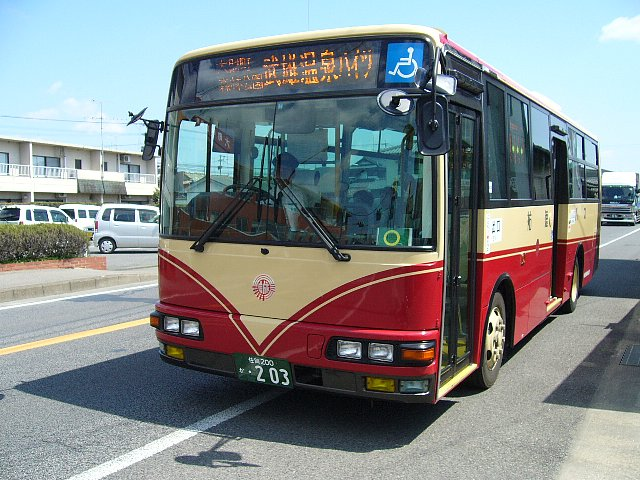
一般路線バス（2006年3月撮影）

鹿島市の肥前鹿島駅前及び嬉野市の嬉野温泉バスセンター、佐賀市の佐賀駅バスセンターを中心に、県南西部の鹿島市、嬉野市、武雄市、佐賀市、藤津郡、杵島郡等に路線を持つ。ほとんどの路線が地元自治体からの補助金を受けて運行されており、各バス停留所の時刻表にはその旨が明記されている。そのため、上記の各都市間を結ぶ路線を除けば1日1 - 2往復のみ運行、日祝は運休という路線も多い。
一部路線を子会社の祐徳観光バス・祐徳交通へ移管し合理化を進め、2006年4月1日に路線バス事業をすべて祐徳バス株式会社に分社化していたが、2019年4月1日付で同社を吸収合併し、再び祐徳自動車による直営となった。
1980年代以降の高速バス開設ブーム期に自社営業エリア内の鹿島市・武雄市・嬉野温泉などと近隣各地を結ぶ昼行高速バスを開設したが、2002年10月に「かささぎ号」を運休したのを最後にすべて消滅した。その後、2021年12月にWILLER EXPRESSの一路線として大阪市と福岡市・佐賀市を結ぶ夜行高速バスを運行開始し夜行高速バスに初参入した。

### 現行路線

#### 高速バス

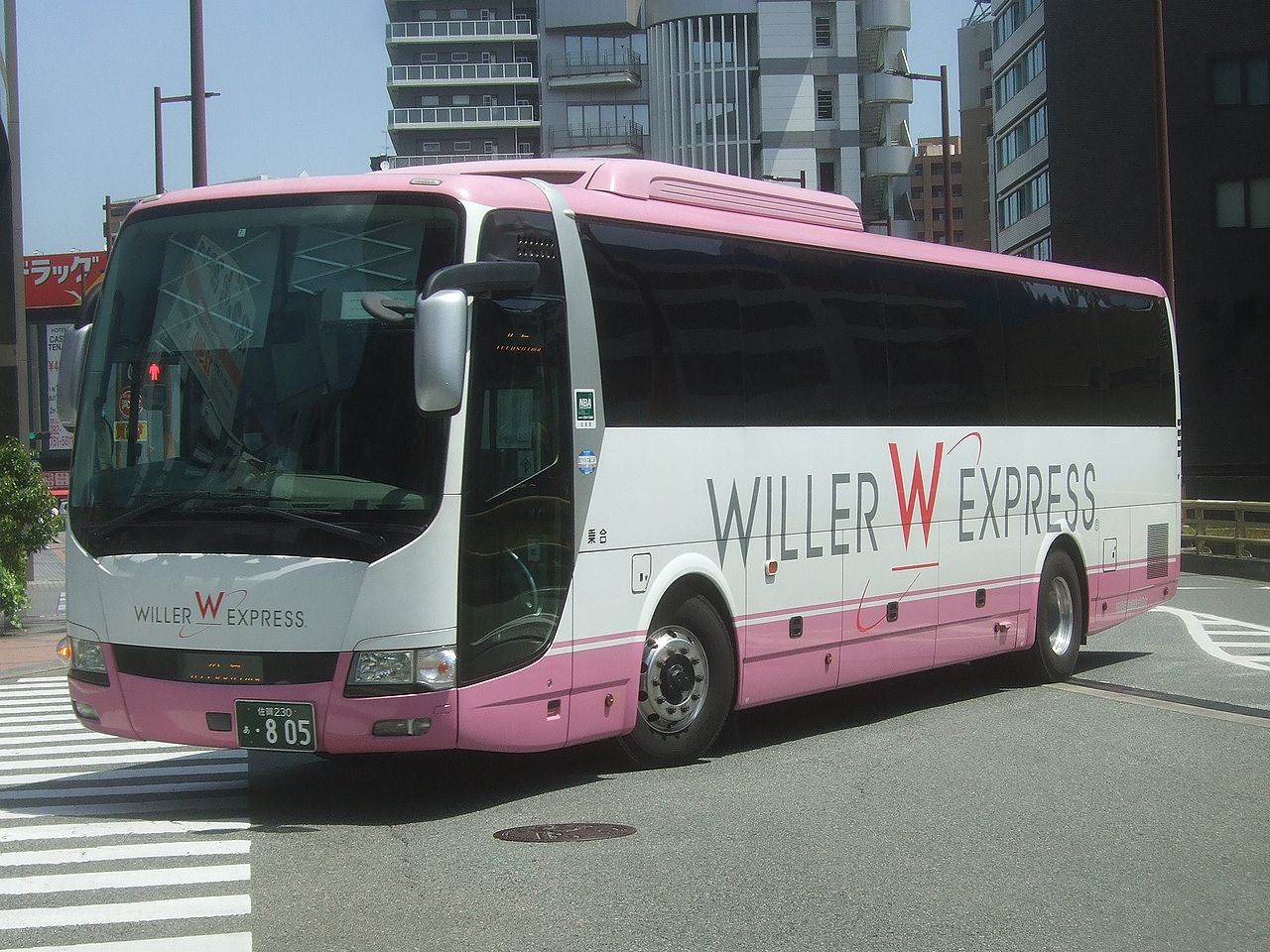
高速バスで使用されるWILLER EXPRESSカラーの車両
（写真の車両は広島 - 佐賀間）

いずれもWILLER EXPRESSブランドで運行。
- USJ・WBT大阪梅田 - 小倉駅新幹線口(佐賀行のみ)・天神高速BT・博多BT・基山PA・金立SA・佐賀駅BC
  - 2021年12月18日運行開始。19年ぶりの高速バス路線で、初の夜行高速バス路線となる。1往復運行。2022年4月29日より福岡市内の発着場所がHEARTSバスステーション博多から変更された。
- BS広島駅北口 - 小倉駅新幹線口・天神高速BT・博多BT・基山PA・金立SA・佐賀駅BC
  - 2022年4月29日運行開始。夜行・昼行各1往復運行。

#### 一般路線バス
一般路線の初乗り運賃は佐賀市交通局との共通区間(160円)を除き全路線180円で、最高額は佐賀 - 鹿島、武雄間の1100円である。
嬉野線
- ③祐徳神社 - 久保山　- 肥前鹿島駅前 - 塩田 - 嬉野医療センター - 嬉野バスセンター - 湯の田
  - 一部便は嬉野医療センターを経由しない
  - 塩田 - 嬉野間はかつての肥前電気鉄道と経由地や一部の停留場名が一致している

吉田線
- 鹿島中川 - (浅浦) - 吉田 - 嬉野医療センター - 嬉野温泉バスセンター - 湯の田

太良線
- 肥前鹿島駅前 - (ララベル) ‐ 多良駅前 - 糸岐本町 - 太良高校前 - 竹崎港

武雄線
- 武雄(下西山車庫) - 武雄温泉駅北口 - 大町駅前 - 江北駅前 -[82]牛津駅前 - 医療センター好生館 - [1]佐賀駅バスセンター
  - 一部便は医療センター好生館を経由しない
  - 下西山車庫行は武雄温泉駅南口を通過し北口のみ停車

祐徳線
- ②/①祐徳神社  - 浜三ツ角　- 肥前鹿島駅前 - 塩田 - （県立宇宙科学館）- 武雄温泉駅(南口・北口) - ゆめタウン・図書館前 - 武雄高校前　- 下西山車庫
  - かつての祐徳軌道と経由地がほぼ一致している
  - 県立宇宙科学館へは土日祝のみ経由
  - 鹿島市内においては祐徳神社行きは①、武雄温泉行きは②の番号を表示する。

佐賀線
- ①祐徳神社 - 浜三ツ角　- 肥前鹿島駅前 - 白石 - 江北駅前 -[81]牛津駅前 - 医療センター好生館 - [1]佐賀駅バスセンター
  - 一部便は医療センター好生館を経由しない

モラージュ佐賀線
- [1]佐賀駅バスセンター - 大財町 - 片田江 - [80]モラージュ佐賀
- [1]佐賀駅バスセンター - 唐人町 - 片田江 - [80]モラージュ佐賀
  - 平日は50〜60分間隔で運行され、日中は大財町経由と唐人町経由が交互に運行えあれる。
  - 日祝日それぞれ1時間に1本運行されており、日中は30分ごとに大財町経由と唐人町経由が交互に運行される。

武雄・三間坂線
- 三間坂駅前 - 小六川　- 永尾駅前 - 御船ヶ丘小 - 武雄温泉駅(北口・南口)
- 三間坂駅前 - 山内東小学校前　- 永尾駅前 - 御船ヶ丘小 - 武雄温泉駅(北口・南口)
  - 御船ヶ丘小学校の児童に道路横断をさせないことを目的に、マルキョウ前〜中央公園前間で往復とも同じ経路を取る。

嬉野・三間坂線
- 湯の田 - 嬉野温泉バスセンター - （矢筈） - 三間坂駅前

以下の路線は日曜、祝日は全便運休する。
下吉田線
- 湯の田 - 嬉野温泉バスセンター - 下吉田 - 七ツ川内

奥山線
- （肥前鹿島駅前） ← 祐徳神社 - 奥山

能古見線
- 肥前鹿島駅前 - 鹿島小前 - 尾崎

大野線
- 肥前鹿島駅前 - 鹿島小前 - 大野

#### コミュニティバス
以下の循環バスは、市町村コミュニティバスの形で運行している。運賃は均一運賃で、祐徳自動車の一般路線とは運賃体系が異なる。

##### 鹿島市内循環バス
鹿島市内循環バス（かしましないじゅんかんバス）は、鹿島市が運行するコミュニティバス。祐徳自動車に運行を委託している。
- 肥前鹿島駅前を起終点として、市内の主な公共施設・病院・商業施設を経由し、市街地と鹿島地区の住宅地を循環する[8]。
- 運賃は100円均一（未就学児は無料）[8]。2018年（平成30年）9月末日までは200円均一であったが、同年10月より運賃を値下げした[8]。これに伴い、同年4月から導入されていた後期高齢者、運転免許自主返納者、障害者などに対する運賃割引制度は廃止された[8]。
- 1日6便運行、西回り（反時計回り）・東回り（時計回り）各3便[8]。日曜・祝日および年末年始は運休（土曜日は運行）[8]。
- 車両は日野・ポンチョ（1ドア車）を使用する[8]。従来は一般路線車と同一塗装であったが誤乗防止のため[8]、2022年（令和4年）4月より、鹿島市のイメージキャラクター「かし丸くん」[9][10][11]が描かれた専用ラッピングが施され、「鹿島市内循環バス」の文字と「みんなで支えよう!公共交通」のキャッチフレーズが追加された[12]。なお、2020年（令和2年）4月1日時点では日野・リエッセ（前折戸トップドア車）が使用されていた[13][注釈 4]。

##### 武雄市内循環バス「武雄・武内線」
武雄市内循環バス（たけおしないじゅんかんバス）は、武雄市が運行するコミュニティバス。祐徳自動車に運行を委託している。
- 下西山車庫を起終点として、武雄市内を循環運行する[14]。
- 1日5便運行。日曜・祝日および年末年始は運休（土曜日は運行）[14]。
- 運賃は大人（中学生以上）200円、小学生以下は100円。
  - 障害者は割引により半額となる[注釈 5][14]。
- 武雄市内循環バス「朝日・橘・武雄線」は、2021年（令和3年）4月30日をもって運行終了[14]。乗合タクシーへ再編された[15][16]。
- 車両は、祐徳自動車カラーの日野・リエッセ（前折戸トップドア車）ポンチョを使用する[15][16]。

##### 江北町循環バス
江北町循環バス（こうほくまちじゅんかんバス）は、江北町が運行するコミュニティバス。祐徳自動車に運行を委託している。
- 町民の福祉および利便性の向上のため、町が循環バスを運行している[17]。
- 江北駅（旧：肥前山口駅）前を起終点として、江北町内を循環運行する[17]。
- 1日8便（午前・午後各4便）運行。土日祝日および年末年始は運休[17]。
- 運賃は大人（中学生以上）200円、小学生から3歳までは100円。3歳以下は無料[17]。
  - 70歳以上の高齢者は半額（生年月日のわかる公的証明書を提示）[17]。
  - 身体障害者は半額（身体障害者手帳を提示）[注釈 6][17]。
- 2019年3月1日より、運賃支払に交通系ICカードが利用できるようになった[17][18]。
- 車両は祐徳自動車の一般路線車を使用する[注釈 7][17]。

### 廃止路線

#### 嬉野地区
大野原線
- 嬉野温泉 - 下岩屋 - 大野原

春日線
- 嬉野温泉 - 羽口坂 - 大野

#### 鹿島地区
上久間線
- 鹿島バスセンター - 石垣・春木 - 堤の上

新篭線
- 鹿島中川 - 新篭入口 - 新篭

能古見線
- 鹿島バスセンター - 行成・横田 - 柿原

広平線
- 鹿島バスセンター - 行成 - 広平

#### 佐賀地区
久保田線
- 佐賀駅バスセンター - 森林公園 - 大立野
- 佐賀駅バスセンター - 森林公園 - 久富

福富線
- 佐賀駅バスセンター - 牛津本町 - 福富

東多久線
- 佐賀駅バスセンター - 砥川新宿 - 東多久駅前

#### 武雄地区
温泉ハイツ線
- 武雄温泉駅 - 宇宙科学館 - 武雄温泉ハイツ

杉の岳線
- 下西山 - 鳴瀬分道 - 小川入口

立野川内線
- 武雄温泉駅 - 立野川内 - 三間坂駅前

柚木原線
- 下西山 - 赤穂山 - 上柚木原

武雄市内循環バス
- 橘・朝日線

#### 優等路線

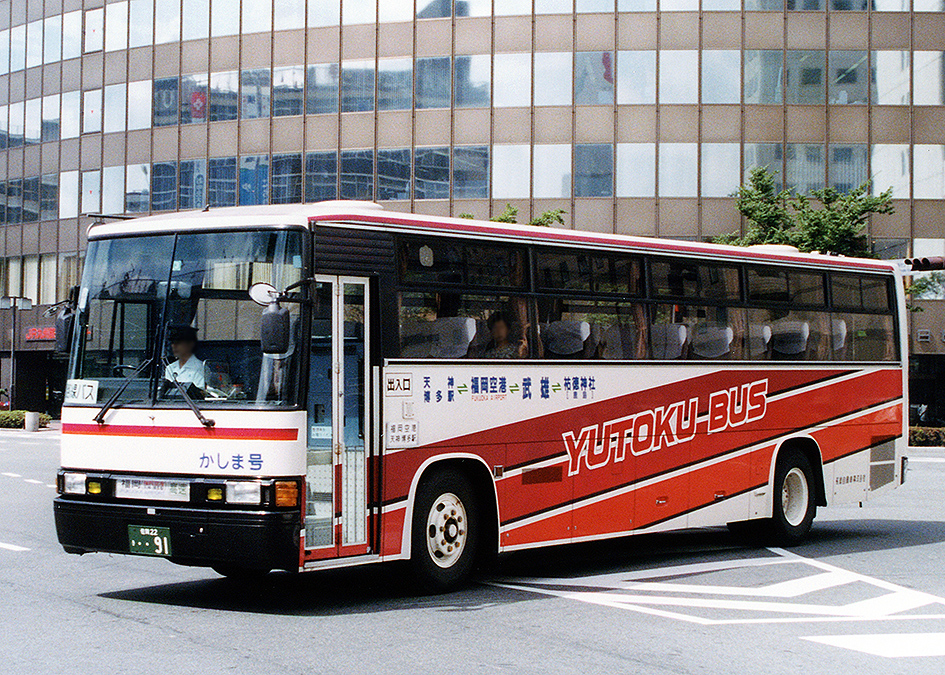
「かしま号」1992年撮影
日野・ブルーリボン観光型（スーパーミドルデッカ）

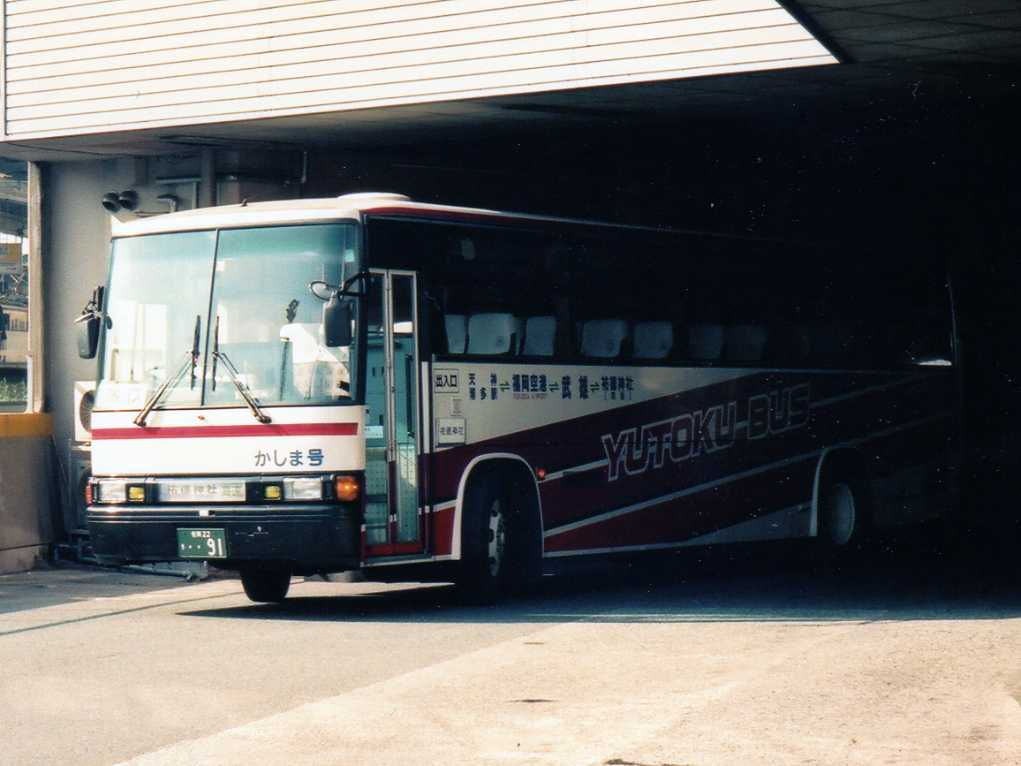
「かしま号」1993年撮影
博多駅交通センターにて
（「かしま号」専用車。上の写真と同一車両）

以下、高速バスとして運行する路線と、高速道路を経由せずに自社営業エリア外の近隣地域に運行する路線があった。自社営業エリアと近隣・周辺地域を結ぶ昼行高速・優等路線はすべて消滅している。
おおあそ号
- 嬉野温泉 - 佐賀駅バスセンター - 熊本交通センター ＜九州産業交通＞ ※1992年3月廃止

かささぎ号
- 鹿島中川 - 塩田役場前 - 嬉野温泉 - 福岡 ※2002年10月運休
  - 1999年に嬉野温泉から鹿島中川まで路線延長。

かしま号
- 祐徳神社 - 武雄駅前 - 福岡・福岡空港 ＜西日本鉄道＞
  - 1989年8月4日に、西日本鉄道との共同運行により運行を開始した。1日6往復の設定であったが、競合する特急「かもめ」「みどり」と比較すると、運賃面では優位性があったものの、フリークエンシーや所要時間の面では劣勢となり[注釈 8]。乗車率は伸び悩み、1996年3月に運行休止となった。車両は両社とも40人乗り前後のハイデッカー車を使用していた。

伊万里線
- 佐賀駅バスセンター - 武雄駅前 - 伊万里バスセンター ＜西肥自動車＞

久留米線
- 嬉野温泉 - 武雄駅前 - 佐賀駅バスセンター - 西鉄久留米バスセンター
- 祐徳神社 - 佐賀駅バスセンター - 西鉄久留米

佐世保線
- 佐賀駅バスセンター - 佐世保バスセンター ＜西肥自動車＞

諫早線
- 鹿島バスセンター - 諫早バスセンター ＜長崎県営バス＞

## バス車両
国産4大メーカー（三菱・UDトラックス（旧:日産ディーゼル）・日野・いすゞ）各社の車両を採用していたが、2008年以降はいすゞ車を中心に導入される傾向となり、現在は路線バスはいすゞ、貸切バスはいすゞもしくは三菱が採用されている。2000年代までは西日本車体工業製ボディの車両も導入しており一部が現存する。

### 路線バス
路線車は、一般路線車の塗装は上半分ベージュ色、下半分赤色のツートンカラーで、バンパーは黒。新カラーは暗い赤から黄色のグラデーション帯に「Y」が入るデザインだったが、近年は元の塗装に戻され、その際にバンパーの色も赤色になっている。また、交通バリアフリー法の制定前は、トップドア車が標準であった。

### 貸切バス
貸切車は、大型車は白地に緑・青・水色のラインの車体。中型車は白地に赤・橙・黄のライン。1991年（平成3年）8月のCI導入によりに現行塗装が採用されるまでは、路線車と同一のカラーリングであった。

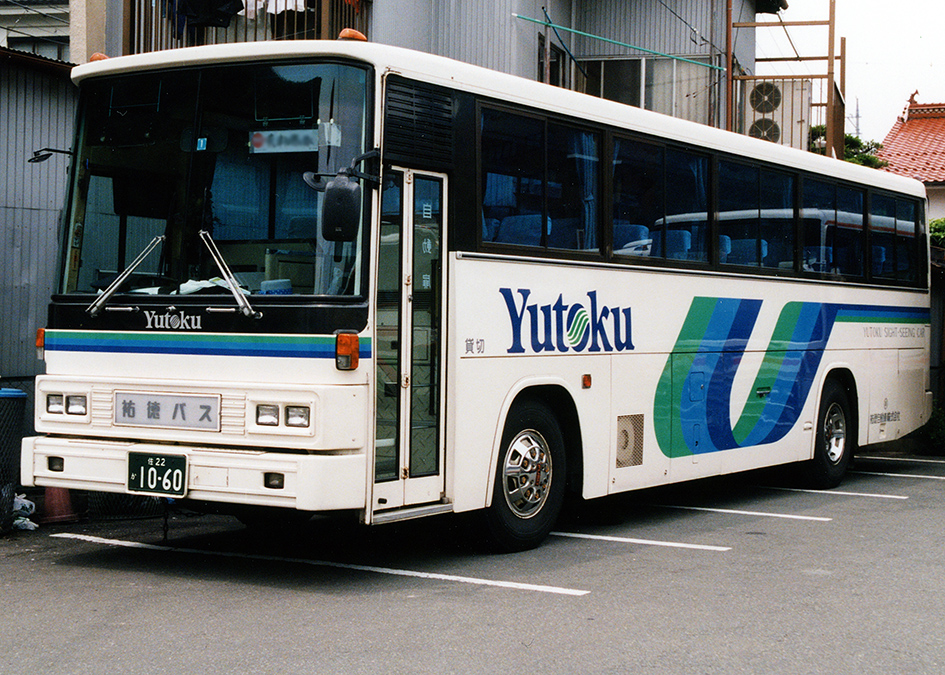
大型貸切車 三菱・P-MS725S 西工58MC S型車体架装 （1988年撮影）
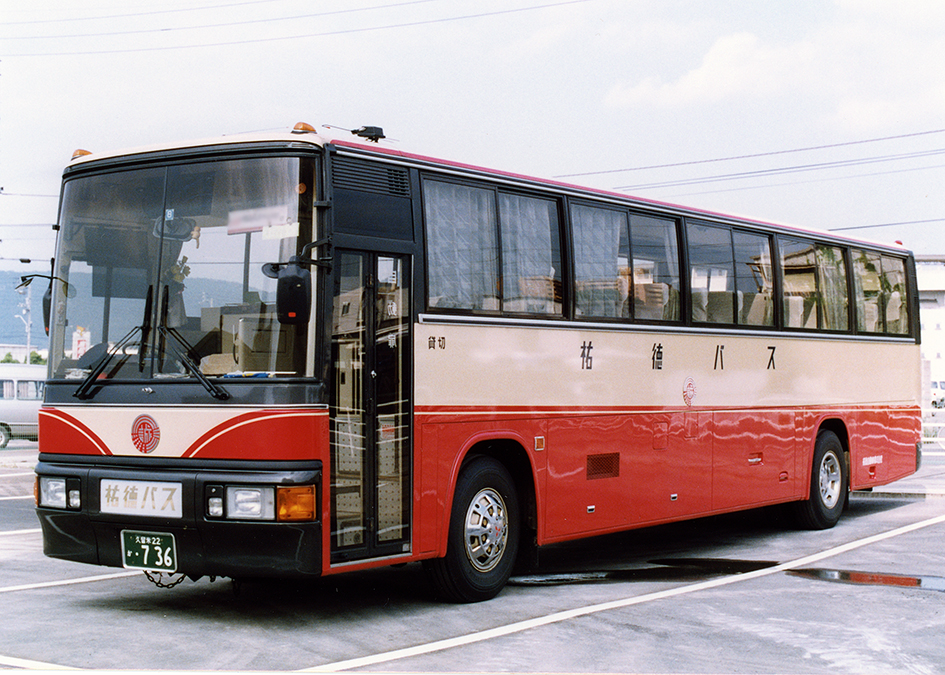
大型貸切車 三菱・U-MS726S 西工58MC C-I型車体架装 （1991年撮影）
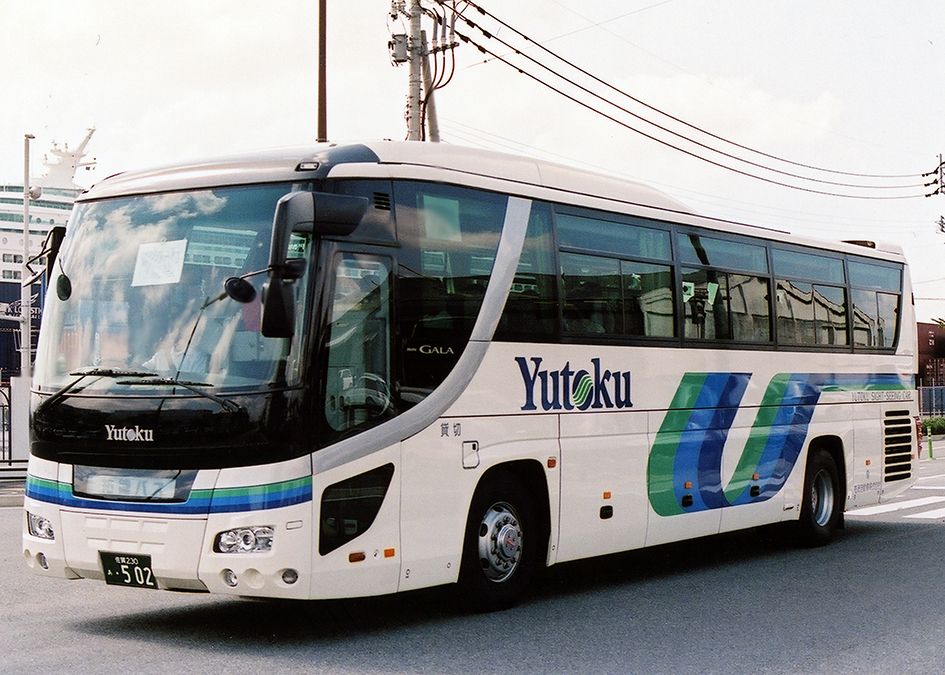
大型貸切車 いすゞ・ガーラ（2代目・RU系） （2012年撮影）

## タクシー
福岡市に事業部、福岡市と春日市に営業所を置き、福岡都市圏を営業エリアとしている。なお本社のある佐賀県内ではタクシー事業を行っておらず、鹿島市内では国際興業グループの有限会社再耕庵タクシーがタクシー事業を行っている。
1998年（平成10年）10月より、福交運輸事業協同組合（通称「福交タクシー」）に加盟し、同組合のタクシー無線で配車を行っている。
グループ内に日産自動車のディーラー「佐賀日産自動車株式会社」を持つことから、タクシー車両は日産自動車製のセダンタクシーを使用してきたが、日産・クルーの生産中止に伴い、近年はトヨタ・コンフォートを導入していた。その後、日産・NV200タクシーを導入した。

## 流通業
祐徳自動車流通事業部の直営事業として、「ホームセンターユートク」の経営を行っている。食品スーパー事業「ユートク食品館」、園芸店などの経営も行っており、会社としてはこちらが基幹事業となっている。
1977年（昭和52年）年9月に事業部を立ち上げ、佐賀店をオープン。生活用品や家電、インテリア用品、DIYや園芸用品など幅広く販売。
その後、県内に加え、福岡県、長崎県に店舗を広げたが、2019年（令和元年）6月21日、食品スーパー事業「ユートク食品館」を福岡県三潴郡大木町に本社を置くスーパーマーケットのアスタラビスタが買収し、北方店を除く4店舗（久留米店、牛津店、嬉野店、鳥栖店）を譲渡した。2023年2月28日、佐賀店１号店のホームセンターユートク ハード館佐賀店が閉店。現在、佐賀県内14店舗、長崎県内4店舗で運営している。

## 関連会社
グループ会社として、自動車ディーラーや貨物運輸業、機械関連企業などがある。なお前述のとおり「ホームセンターユートク」は祐徳自動車本社（流通事業部）の直営事業である。
2023年時点のグループ会社は以下のとおり。
- 祐徳旅行株式会社[24]
- 祐徳通商株式会社[25]
- 佐賀日産自動車株式会社[26] - 日産自動車の自動車ディーラー
- 株式会社モトーレン佐賀[27] - BMWの自動車ディーラー
- 肥前通運株式会社[28]
- 鹿島機械工業株式会社[29]
- 光伸株式会社[30]
- 株式会社アイワ[31]

### 過去の関連会社
- 分離子会社
  - 祐徳観光バス株式会社 - 貸切バス事業者。2006年に祐徳自動車へ吸収合併。
  - 祐徳交通株式会社 - 乗合バス事業者。2006年に祐徳バス株式会社へ吸収合併。
  - 祐徳バス株式会社 - 2006年に分社化し乗合バス事業を移管、2019年に祐徳自動車へ吸収合併。
- 東日本観光バス - 貸切バス専業の子会社。日の丸自動車興業に事業を売却する形で撤退。